# Emma Bell
Pour les articles homonymes, voir Bell.
Ne doit pas être confondu avec Emma Bell Clifton.
Pour les articles homonymes, voir Emma Bell (homonymie).
Emma Bell est une actrice américaine née le 17 décembre 1986. Elle est connue pour son rôle dans la série télévisée de Frank Darabont The Walking Dead, où elle joue le personnage d'Amy, la sœur d'Andrea (interprétée par Laurie Holden). Au cinéma, elle a notamment jouée dans les films Frozen (2010), Destination finale 5 (2011).

## Filmographie

### Cinéma
- 2007 : New York City Serenade : Melinda
- 2007 : Gracie : Kate Dorset
- 2008 : The Favor : Jenny
- 2008 : Death in Love : la jeune fille
- 2010 : Frozen : Parker O'Neil
- 2010 : Elektra Luxx : Eleanore Linbrook
- 2010 : Butcher 2 (Hatchet 2) : Parker O'Neil
- 2011 : Destination finale 5 : Molly Harper
- 2011 : Harry & Mr. Grey de Jean Veber : Anna

### Télévision

#### Séries télévisées
- 2004 : New York 911 : Pamela Stewart (1 épisode)
- 2004 : New York, unité spéciale : Alison Luhan (saison 6, épisode 5)
- 2006 : The Bedford Diaries : Rachel Fein (5 épisodes)
- 2007 : New York, police judiciaire : Kristen Paley (1 épisode)
- 2009 : Ghost Whisperer : Paula Hathaway (saison 4, épisode 13)
- 2009 : Dollhouse : Tango (1 épisode)
- 2009 : Supernatural : Lindsay (1 épisode)
- 2010 - 2012 : The Walking Dead : Amy (rôle récurrent - 6 épisodes)
- 2011 : Les Experts : Miami : Jennifer Olsen (1 épisode)
- 2012 : Arrow : Emily Nocenti (1 épisode)
- 2013-2014 : Dallas : Emma Judith Ryland Brown (30 épisodes)
- 2014 : New York, unité spéciale (saison 15, épisode 19) :  Rose Summers
- 2016 : American Horror Story : Roanoke : Tracy Logan (1 épisode)
- 2016 : Rizzoli & Isles  : Christine McKenzie (1 épisode)
- 2016 - 2017 : Relationship Status : Claire (7 épisodes)                                                               2017 : Designated Survivor (saison 2, épisode 10)
- 2018 : Lucifer : Mia Hytner (1 épisode)
- 2019 : NCIS : Enquêtes spéciales : Hannah McClain (1 épisode)

#### Téléfilm
- 2011 : Reconstruction